# Au-delà des ténèbres
Pour plus de détails, voir Fiche technique et Distribution.
Au-delà des ténèbres (La casa 5) est un film italien réalisé par Claudio Fragasso, sorti en 1990. Il s'agit de la suite de Démoniaque présence.

## Fiche technique
- Titre : Au-delà des ténèbres
- Titre original : La casa 5
- Réalisation : Claudio Fragasso
- Scénario : Claudio Fragasso et Rossella Drudi
- Photographie : Larry J. Fraser
- Musique : Carlo Maria Cordio
- Pays d'origine : Italie
- Genre : Fantastique et horreur
- Durée : 95 minutes
- Date de sortie : 1990

## Distribution
- David Brandon : Père George
- Barbara Bingham : Annie
- Gene Lebrock : Père Peter
- Michael Stephenson : Martin
- Theresa Walker : Carole
- Stephen Brown : Révérend Jonathan
- Mary Coulson : Bette

## Lien avec la sagaEvil Dead
En Italie, le film Evil Dead sort sous le titre La casa (« La Maison » en français). Evil Dead 2 est logiquement intitulé La casa 2. Pour capitaliser sur le succès des films de Sam Raimi, le film La casa 3 est produit. Il sortira en 1988, en France sous le titre La Maison du cauchemar. Officiellement, ce film n'a aucun lien avec la saga Evil Dead. La Maison du cauchemar sera suivi de Démoniaque présence (La casa 4, 1988) et Au-delà des ténèbres (La casa 5, 1990).
Bien que n'ayant aucun lien avec tous ces films, House 2 : La Deuxième Histoire (1987) et House 3 (1989) seront rebaptisés respectivement La casa 6 et La casa 7 pour leur sortie en Italie.